# Medaillewinnaars WK Kunstschaatsen junioren meisjes
De Wereldkampioenschappen kunstschaatsen junioren zijn samen een jaarlijks terugkerend evenement dat georganiseerd wordt door de Internationale Schaatsunie (ISU).
Medailles zijn er te verdienen in de categorieën: jongens individueel, meisjes individueel, paarrijden en ijsdansen. Dit artikel geeft het overzicht van de top drie bij de meisjes.

## Kampioenen
De 45  wereldtitels werden door 43 meisjes uit acht landen behaald. De Russinnen Jelena Radionova (kampioene in 2013 en 2014) en Aleksandra Troesova (kampioene in 2018 en 2019) zijn de enige meisjes die de juniorenwereldtitel twee keer veroverden. De meeste titels gingen naar Rusland (15), de overige titels gingen naar de Verenigde Staten (14), Japan (7), Oost-Duitsland (3), Frankrijk, Sovjet-Unie (2), Canada en Zuid-Korea (1).
Tien meisjes werden ook wereldkampioene bij de senioren. De Amerikaanse Elaine Zayak was de eerste, ze werd wereldkampioene bij de junioren in 1979 en bij de senioren in 1982. Na haar volgden Rosalynn Sumners (1980 + 1983), Kristi Yamaguchi (1988 + 1991, 1992), Yuka Sato (1990 + 1994), Michelle Kwan (1994 + 1996, 1998, 2000, 2001, 2003), Irina Sloetskaja (1995 + 2002, 2005), Miki Ando (2004 + 2007, 2011), Mao Asada (2005 + 2008, 2010, 2014), Kim Yu-na (2006 + 2009, 2013) en Jevgenia Medvedeva (2015 + 2016, 2017).
Kristi Yamaguchi werd in 1988 zowel wereldkampioene junioren bij de meisjes als bij de paren met Rudy Galindo.

## Medaillewinnaars
Een meisje stond vier keer op het erepodium bij WK kunstrijden voor junioren, Jelena Ivanova werd in '95 tweede, in '96 eerste, in '97 derde en in '98 weer tweede. Vijf meisjes stonden drie keer op het erepodium (Susanne Becker, Surya Bonaly, Lisa Ervin, Miki Ando en Caroline Zhang) en 22 meisjes, inclusief tweevoudig wereldkampioenen Radionova en Troesova, stonden twee keer op het podium.
| Jaar | Locatie          | Goud                  | Zilver                   | Brons               |
| ---- | ---------------- | --------------------- | ------------------------ | ------------------- |
| 1976 | Megève           | Suzie Brasher         | Garnet Ostermeier        | Tracey Solomons     |
| 1977 | Megève           | Carolyn Skoczen       | Christa Jorda            | Corine Wyrsch       |
| 1978 | Megève           | Jill Sawyer           | Kira Ivanova             | Petra Ernert        |
| 1979 | Augsburg         | Elaine Zayak          | Manuela Ruben            | Jacki Farrell       |
| 1980 | Megève           | Rosalynn Sumners      | Kay Thomson              | Carola Paul         |
| 1981 | London           | Tiffany Chin          | Marina Serova            | Anna Antonova       |
| 1982 | Oberstdorf       | Janina Wirth          | Cornelia Tesch           | Elizabeth Manley    |
| 1983 | Sarajevo         | Simone Koch           | Karin Hendschke          | Parthena Sarafidis  |
| 1984 | Sapporo          | Karin Hendschke       | Simone Koch              | Midori Ito          |
| 1985 | Colorado Springs | Tatjana Andreeva      | Susanne Becher           | Natalja Gorbenko    |
| 1986 | Sarajevo         | Natalja Gorbenko      | Susanne Becher           | Linda Florkevich    |
| 1987 | Kitchener        | Cindy Bortz           | Susanne Becher           | Shannon Allison     |
| 1988 | Brisbane         | Kristi Yamaguchi      | Junko Yaginuma           | Yukiko Kashihara    |
| 1989 | Sarajevo         | Jessica Mills         | Junko Yaginuma           | Surya Bonaly        |
| 1990 | Colorado Springs | Yuka Sato             | Surya Bonaly             | Tanja Krienke       |
| 1991 | Boedapest        | Surya Bonaly          | Lisa Ervin               | Chen Lu             |
| 1992 | Hull             | Laetitia Hubert       | Lisa Ervin               | Chen Lu             |
| 1993 | Seoel            | Kumiko Koiwai         | Lisa Ervin               | Tanja Szewczenko    |
| 1994 | Colorado Springs | Michelle Kwan         | Krisztina Czako          | Irina Sloetskaja    |
| 1995 | Boedapest        | Irina Sloetskaja      | Jelena Ivanova           | Krisztina Czako     |
| 1996 | Brisbane         | Jelena Ivanova        | Jelena Pingasjeva        | Nadejda Kanaeva     |
| 1997 | Seoel            | Sydne Vogel           | Jelena Sokolova          | Jelena Ivanova      |
| 1998 | Saint John       | Julia Soldatova       | Jelena Ivanova           | Viktoria Voltsjkova |
| 1999 | Zagreb           | Daria Timoshenko      | Sarah Hughes             | Viktoria Voltsjkova |
| 2000 | Oberstdorf       | Jennifer Kirk         | Deanna Stellato          | Sarah Meier         |
| 2001 | Sofia            | Kristina Oblasova     | Ann Patrice McDonough    | Susanna Pöykiö      |
| 2002 | Oslo             | Ann Patrice McDonough | Yukari Nakano            | Miki Ando           |
| 2003 | Ostrava          | Yukina Ota            | Miki Ando                | Carolina Kostner    |
| 2004 | Den Haag         | Miki Ando             | Kimmie Meissner          | Katy Taylor         |
| 2005 | Kitchener        | Mao Asada             | Kim Yu-na                | Emily Hughes        |
| 2006 | Ljubljana        | Kim Yu-na             | Mao Asada                | Christine Zukowski  |
| 2007 | Oberstdorf       | Caroline Zhang        | Mirai Nagasu             | Ashley Wagner       |
| 2008 | Sofia            | Rachael Flatt         | Caroline Zhang           | Mirai Nagasu        |
| 2009 | Sofia            | Alena Leonova         | Caroline Zhang           | Ashley Wagner       |
| 2010 | Den Haag         | Kanako Murakami       | Agnes Zawadzki           | Polina Agafonova    |
| 2011 | Gangneung        | Adelina Sotnikova     | Jelizaveta Toektamisjeva | Agnes Zawadzki      |
| 2012 | Minsk            | Julia Lipnitskaja     | Gracie Gold              | Adelina Sotnikova   |
| 2013 | Milaan           | Jelena Radionova      | Julia Lipnitskaja        | Anna Pogorilaja     |
| 2014 | Sofia            | Jelena Radionova      | Serafima Sachanovitsj    | Jevgenia Medvedeva  |
| 2015 | Tallinn          | Jevgenia Medvedeva    | Serafima Sachanovitsj    | Wakaba Higuchi      |
| 2016 | Debrecen         | Marin Honda           | Maria Sotskova           | Wakaba Higuchi      |
| 2017 | Taipei           | Alina Zagitova        | Marin Honda              | Kaori Sakamoto      |
| 2018 | Sofia            | Aleksandra Troesova   | Aljona Kostornaja        | Mako Yamashita      |
| 2019 | Zagreb           | Aleksandra Troesova   | Anna Sjtsjerbakova       | Ting Cui            |
| 2020 | Tallinn          | Kamila Valijeva       | Daria Oesatsjova         | Alysa Liu           |

## Medailleklassement per land
| #      | Land             | Goud | Zilver | Brons | Totaal |
| ------ | ---------------- | ---- | ------ | ----- | ------ |
| 1      | Rusland          | 15   | 12     | 09    | 36     |
| 2      | Verenigde Staten | 14   | 12     | 10    | 36     |
| 3      | Japan            | 07   | 06     | 07    | 20     |
| 4      | Oost-Duitsland   | 03   | 02     | 02    | 07     |
| 5      | Sovjet-Unie      | 02   | 02     | 02    | 06     |
| 6      | Frankrijk        | 02   | 02     | 01    | 05     |
| 7      | Canada           | 01   | 01     | 03    | 05     |
| 8      | Zuid-Korea       | 01   | 01     |       | 02     |
| 9      | (West-)Duitsland |      | 06     | 02    | 08     |
| 10     | Hongarije        |      | 01     | 01    | 02     |
| “      | Oostenrijk       |      | 01     | 01    | 02     |
| 12     | China            |      |        | 02    | 02     |
| “      | Zwitserland      |      |        | 02    | 02     |
| 14     | Finland          |      |        | 01    | 01     |
| “      | Groot-Brittannië |      |        | 01    | 01     |
| “      | Italië           |      |        | 01    | 01     |
| Totaal | Totaal           | 45   | 45     | 45    | 135    |

Medaillewinnaars

Jongens · 
Meisjes · 
Paren · 
IJsdansen

 Toernooi

1976 · 
1977 · 
1978 · 
1979 · 
1980 · 
1981 · 
1982 · 
1983 · 
1984 · 
1985 · 
1986 · 
1987 · 
1988 · 
1989 · 
1990 · 
1991 · 
1992 · 
1993 · 
1994 · 
1995 · 
1996 · 
1997 · 
1998 · 
1999 · 
2000 · 
2001 · 
2002 · 
2003 · 
2004 · 
2005 · 
2006 · 
2007 · 
2008 · 
2009 · 
2010 ·
2011 ·
2012 ·
2013 ·
2014 ·
2015 ·
2016 ·
2017 ·
2018 ·
2019 · 
2020

 ISU-kampioenschappen

WK kunstschaatsen · 
EK kunstschaatsen · 
Viercontinentenkampioenschap · 
Olympische Spelen